# Notodusmetia coroneti
Notodusmetia coroneti är en stekelart som beskrevs av John S. Noyes 1988. Notodusmetia coroneti ingår i släktet Notodusmetia och familjen sköldlussteklar. Inga underarter finns listade i Catalogue of Life.